# Tomáš Souček
Tomáš Souček (Havlíčkův Brod, 27. veljače 1995.) češki je nogometaš koji igra na poziciji defenzivnog veznog. Trenutačno igra za West Ham United.

## Karijera

### Klupska karijera
Souček je tijekom svoje omladinske karijere igrao za Slovan Havlíčkův Brod i Slaviju Prag.
Slavia ga je 20. veljače 2015. poslala na posudbu u Viktoriju Žižkov do kraja sezone. Za Viktoriju Žižkov debitirao je 8. ožujka u utakmici protiv Fastav Zlína u kojoj je Součekov klub izgubio 2:1.
Za Slaviju je u Prvoj češkoj nogometnoj ligi debitirao 24. srpnja 2015. u utakmici u kojoj je Slavia slavila 2:1 protiv Viktorije Plzeň. U Češkom nogometnom kupu debitirao je 28. kolovoza 2015. kada je njegov klub pobijedio Cidlinu Nový Bydžov s visokih 7:0. Svoj prvi gol za Slaviju zabio je 16. kolovoza Vysočini Jihlava u ligaškoj utakmici u kojoj je Slavia pobijedila 2:1. Jedini hat-trick u dresu Slavije postiže 28. veljače 2016. i to protiv Baník Ostrave (3:1).
Dana 17. veljače 2017. poslan je na posudbu u Slovan Liberec do kraja sezone. Za Slovan Librec debitirao je u ligaškoj utakmici bez golova protiv Fastav Zlína. U kupu je nastupao jedanput i to 5. travnja kada je isti klub porazio Slovan 4:2 u produžetcima.
U UEFA Europskoj ligi debitirao je 14. rujna 2017. protiv Maccabi Tel-Aviva u utakmici u kojoj je Slavia pobijedila s minimalnih 1:0. U uzvratnoj utakmici šesnaestine finala UEFA Europske lige 2018./19. odigrane 14. ožujka 2019. protiv Seville postiže svoj prvi gol i asistenciju u tom natjecanju. Svoja prva dva gola u kupu postiže 24. travnja u polufinalnoj utakmici kupa protiv Sparte Prag (3:0). U finalu kupa protiv Baník Ostrave odigranog 22. svibnja zabio je gol (2:0). Na kraju sezone imenovan je najboljim igračem Prve češke nogometne lige za sezonu 2018./19. U Češko-slovačkom superkupu 2019. zabio je dva gola Spartaku iz Trnave (3:0). Dana 17. rujna debitirao je u UEFA Ligi prvaka protiv Inter Milana. Istom je kluba zabio svoj prvi gol u tom natjecanju i to 27. studenog (3:1 za Inter).
Souček je sa Slavijom u dva navrata osvojio ligu (2016./17., 2018./19.) i kup (2017./18., 2018./19.) te jedanput Češko-slovački superkup (2019.).
Dana 29. siječnja 2020. Souček je posuđen West Ham Unitedu do kraja sezone s opcijom kupnje na ljeto. Za tu posudbu Slavia je dobila 4,5 milijuna eura. Za West Ham United debitirao je tri dana kasnije u utakmice Premier lige protiv Brighton & Hove Albiona u kojoj su obje momčadi zabile tri gola. Na prvi dan srpnja zabio je svoj prvi gol za klub nakon što mu je VAR ranije poništio jedan i to u ligaškoj utakmici protiv Chelseaja koju je West Ham dobio 3:2.
West Ham United objavio je 24. srpnja da je kupio Součeka od Slavije za oko 21 milijuna eura. Souček je tada potpisao četverogodišnji ugovor s klubom. Narednog mjeseca Součeku je dodijeljena Zlatna lopta, nagrada koju dodjeljuju češki sportski novinari za najboljeg češkog nogometaša. Na Novu godinu Souček je zabio prvi premierligaški gol u kalendarskoj godini. Tim je golom njegov klub pobijedio Everton 1:0. Deset dana kasnije debitirao je u FA kupu u utakmici protiv Stockport Countyja koju je West Ham United dobio 7:0.

### Reprezentativna karijera
Prije nastupanja za A selekciju Češke, Souček je igrao za selekcije do 19, 20 i 21 godinu. Za A selekciju debitirao je 15. studenog 2016. u prijateljskoj utakmici protiv Danske koja je završila 1:1. Prvi reprezentativni gol postiže 8. studenog 2017. u prijateljskoj utakmici protiv Islanda koju je Češka dobila 2:1. Dana 24. ožujka 2021. u kvalifikacijskoj utakmici za Svjetsko prvenstvo 2022. u Kataru protiv Estonije postiže hat-trick (6:2).

#### Pogodci za reprezentaciju
Zadnji put ažurirano 10. travnja 2021.
| #  | Datum              | Mjesto                                    | Protivnik | Pogodak | Rezultat | Natjecanje                                |
| -- | ------------------ | ----------------------------------------- | --------- | ------- | -------- | ----------------------------------------- |
| 1. | 8. studenog 2017.  | Stadion Abdullah bin Khalifa, Doha, Katar | Island    | 1:0     | 2:1      | Prijateljska utakmica                     |
| 2. | 10. rujnog 2018.   | Rostov Arena, Rostov na Donu, Rusija      | Rusija    | 1:3     | 1:5      | Prijateljska utakmica                     |
| 3. | 10. rujnog 2019.   | Stadion Pod Goricom, Podgorica, Crna Gora | Crna Gora | 1:0     | 3:0      | Kvalifikacije za EURO 2020.               |
| 4. | 18. studenog 2020. | Doosan Arena, Plzeň, Češka                | Slovačka  | 1:0     | 2:0      | UEFA Liga nacija 2020./21. – Liga B       |
| 5. | 24. ožujka 2021.   | Arena Lublin, Lublin, Poljska             | Estonija  | 3:1     | 6:2      | Kvalifikacije za Svjetsko prvenstvo 2022. |
| 6. | 24. ožujka 2021.   | Arena Lublin, Lublin, Poljska             | Estonija  | 4:1     | 6:2      | Kvalifikacije za Svjetsko prvenstvo 2022. |
| 7. | 24. ožujka 2021.   | Arena Lublin, Lublin, Poljska             | Estonija  | 5:1     | 6:2      | Kvalifikacije za Svjetsko prvenstvo 2022. |

## Priznanja

### Individualna
- Češki nogometaš godine: 2019.,[15] 2020.[16]
- Zlatna lopta (Češka): 2020.[17]

### Klupska
Slavia Prag
- Prva češka nogometna liga: 2016./17., 2018./19.
- Češki nogometni kup: 2017./18., 2018./19.
- Češko-slovački superkup: 2019.

### Reprezentativna
- China Cup (bronca): 2018.

## Vanjske poveznice
- Tomáš Souček, Soccerway
- Tomas Soucek, Transfermarkt